# Goliciune sufletească
Sentimentul de goliciune este generalizat de apatie, plictiseală, îndepărtare socială, uneori însoțite și de sentimentele de nivel scăzut de auto-stimă, depresie, deznădejde, singurătate și tulburări emoționale. Sentimentul de goliciune poate apărea și în cazul decesului unei persoane dragi sau ca resemnare în cazul pierderii unor persoane, lucruri sau situații dragi.

## Golul sufletesc în cultura orientală
În opoziție cu cultura occidentală, unde goliciunea sufletească este asociată anxietății și depresiei, unele culturi orientale precum budismul și taoismul văd golul sufletesc-Śūnyatā ca o îndeplinire. În aceste culturi golul sufletesc nu este perceput ca o stare de indispoziție, de suferință ci ca o treaptă superioară a ființei umane.

## Viziunea apuseană
În filozofie, golul sufletesc este asociat cu nihilismul. În culturile occidentale golul sufletesc se consideră asociat depresiei și împotriva lui se folosesc diverse terapii precum: psihoterapia, terapii de grup, terapii cu animale de companie. De asemenea pot fi utile în combaterea golului sufletesc ieșirile în societate și în natură, voluntariatul, meditațiile, sportul, spiritualitatea.